# Красне Роздольє
Кра́сне Роздо́льє (рос. Красное Роздольє) — селище у складі Третьяковського району Алтайського краю, Росія. Входить до складу Шипуніхинської сільської ради.

## Населення
Населення — 12 осіб (2010; 41 у 2002).
Національний склад (станом на 2002 рік):
- росіяни — 95 %